# MEPIS
MEPIS (vyslovuje se /ˈmɛpɨs/) je sada Linuxových distribucí, distribuovaných jako Live CD, které mohou být instalovány na pevný disk. Nejpoulárnější MEPIS distribuce je SimplyMEPIS, která je založena na stabilním Debianu. MEPIS tvoří Warren Woodford.
Může se používat buď na pevném disku nebo na Live CD, které slouží jako startovní disk pro opravu jiných operačních systémů. Na Live CD je i KDE.

## Historie
MEPIS byl navržen jako alternativa k SUSE Linuxu, Red Hat Linuxu a Mandriva Linuxu (dříve Mandrake), která byla podle Warrena Woodforda příliš obtížná pro průměrného uživatele. První oficiální verze MEPISu byla vydána 10. května 2003.
V roce 2006 MEPIS přešel od Debianích balíčků k balíčkům Ubuntu. SimplyMEPIS 6.0, vydaný v červenci 2006, byl první verzí MEPISu, který používal Ubuntu balíčky a repozitáře.
Warren Woodford vydal zdrojový kód pro MEPIS Instalátor a MEPIS System Assistenty pod Apache licencí na podzim roku 2008.
MEPIS Komunita teď má repo tým, který usiluje o zachování aktuálních balíčků mezi vydáními.

## Aktuální varianty
SimplyMEPIS
Nejpopulárnější varianta MEPISu je navržena pro každodenní práci na osobním počítači a notebooku. SimplyMEPIS 8.0 obsahuje několik nových balíčků a vzhledů. Zahrnuje Linux 2.6.27 a OpenOffice.org 3.0, a jiné aplikace dostupné od komunity Debianu a MEPISu. Byla uvolněna 22. února 2009.
antiX
Rychlá, odlehčená a flexibilní distribuce dostupná v plných nebo základních edicích a založona na SimplyMEPISu pro x86 systémy v prostředí vhodném pro starší počítače. Uvolněna 13. února 2009.